# 反對派集團 (2019年)
反对派集團（羅馬化：Opozytsiinyi blok），原名反对派集團—爭取和平与发展党，是乌克兰曾經的政党，成立于2019年。2022年6月8日，该党被法院定性為非法。該當由于未对禁令提出上诉，于同年7月25日正式解散。

## 備注
1. ↑  烏克蘭語：，羅馬化：Opozytsiinyi blok — Partiia myru ta rozvytku
俄语：